# When Saints Go Machine
When Saints Go Machine est un groupe danois d'electropop, originaire de Copenhague. Le groupe est composé de trois membres : Silas Moldenhawer (batterie), Jonas Kenton (clavier, chant) et Nikolaj Manuel Vonsild (chant). Moldenhawer et Kenton sont également connus pour leur projet parallèle, Kenton Slash Demon. When Saints Go Machine apporte un son plus soulful que l'electro house rythmée de Kenton Slash Demon.

## Histoire
When Saints Go Machine se forme en 2007 et fait ses débuts avec son EP éponyme en 2008. En 2008, le groupe When Saints Go Machine participe au concours P3 Gold de DR P3 et se voit décerner le titre de P3 Talent. Un an plus tard, ils reçoit le prix le plus élevé, le P3 Award, assorti d'un prix de 100 000 kr. En mai 2009, ils sortent leur premier album Ten Makes a Face. Leurs morceaux les plus populaires sont Fail Forever, You or The Gang et Kids on Vacation.
En 2010, le groupe ouvre la scène Orange au festival de Roskilde. En octobre 2010, When Saints Go Machine signe un contrat avec le label allemand K7 Records pour des publications en dehors de la Scandinavie. Le 16 mai 2011, le groupe sort son deuxième album studio, Konkylie. Le succès populaire de l'album vient avec le single Kelly tandis que des titres comme Church and Law et Add Ends sont les préférés des critiques. L'album est bien accueilli par les critiques au Danemark et à l'étranger,,. 

## Discographie

### Albums studio
| Année | Titre            | Meilleure position |
| Année | Titre            | DAN                |
| ----- | ---------------- | ------------------ |
| 2008  | Ten Makes a Face | 34                 |
| 2011  | Konkylie         | 2                  |
| 2013  | Infinity Pool    | 5                  |
| 2019  | So Deep          | —                  |
| 2021  | Emotional        | —                  |
| 2023  | Rosy             | 19                 |